# Hydropsyche fulvipes
Hydropsyche fulvipes är en nattsländeart som först beskrevs av Curtis 1834.  Hydropsyche fulvipes ingår i släktet Hydropsyche och familjen ryssjenattsländor. Inga underarter finns listade i Catalogue of Life.